# ザ・シャーラタンズ
ザ・シャーラタンズ（The Charlatans）は、1990年にレコード・デビューしたイギリスのロック・バンドである。米国の同名バンドと区別させるため、米国で活動する際は「The Charlatans UK」と表記される。

## 歴史

### 結成
1988年英国ウエスト・ミッドランズで結成。以前にThe Gift Horsesというバンドで既に一緒に音楽活動をしていたマーティン・ブラント、ジョン・ブルックスの2人がロブ・コリンズらを招き入れ、バンドメンバーが一時的に固まる。結成当初のメンバーは、ブラント（ベース）、ブルックス（ドラムス）、ロブ（キーボード）、バズ・ケトレー（ボーカル兼ギター）の4人。バンド名の候補は、ブラントが提案した「The Law Lords」とケトレーが提案した「The Charlatans」と2つあったが、貨幣の表裏で決めるコイン投げをして、ケトレーが提案した名称に決まる。結成直後、当時はまだブレイク前だったストーン・ローゼズなどの前座を務める。1989年にケトレーが脱退し、現在のボーカル、ティム・バージェスと旧ギター、ジョン・ベイカーが加入。バージェスの加入後、英国ノースウィッチに拠点を移し、レコードデビューに向けて活動を本格化させる。同年秋頃に3曲入りデモテープ（「インディアン・ロープ」「ホワイト・シャツ」「ユー・キャン・トーク・トゥ・ミー」のデモバージョンを収録）を制作後、ファーストシングルのリリースに至る。マーク・コリンズ（ギター）は1991年、トニー・ロジャース（キーボード）は1997年にそれぞれ加入している（加入した経緯は順を追って説明する）。

### デビュー〜新ギタリスト加入（1990年 - 1991年）
1990年2月10日、自主レーベル「Dead Dead Good」からリリースしたファーストシングル「インディアン・ロープ」でレコードデビュー。英インディーズチャートの1位となり、自主レーベルながらも全英チャートで89位にランクインした。当時のマッドチェスタームーブメントの火付け役であったザ・ストーン・ローゼズのイアン・ブラウンを思わせるバージェスのボーカルスタイルとルックス、そして既に商業的成功を収めていたもう1つのマンチェスターバンド、インスパイラル・カーペッツを連想させるハモンドオルガンのサウンドから、バンドにオリジナリティーが無いなどと一部のプレスから否定的な批評を受ける。しかし、ルックスと楽曲の良さ、そして加熱していたマッドチェスタームーブメントが後押しし、インディーズのファン層を越え、一般レベルの認知度・ファン層を獲得。当時のマッドチェスタームーブメントでは商業的に一番成功したバンドと言われるようになる。
シングル1枚をリリースしただけで、ロンドンにある中堅バンド向けライブ会場の「Town & Country Club（現London Forum）」をソールドアウトにし業界関係者を驚かせるなど、デビュー当時の注目度はかなり高かった。ファーストシングルの後、インディーズレーベルの「Situation Two」（ベガーズ・バンケット傘下）と契約し、1990年5月14日にセカンドシングル「ジ・オンリー・ワン・アイ・ノウ」をリリース。ダンサブルなビートにパーカッシブなハモンドオルガンが全面に打ち出された同曲は、全英チャートで最高位9位にランクインし、マッドチェスタームーブメントを代表する曲となる。同年9月10日にサードシングル「ゼン」（全英最高位12位）をリリース後、10月8日にファーストアルバム『サム・フレンドリー』を発表。プロデューサーはジョイ・ディヴィジョン、ニュー・オーダーのレコーディング・エンジニアとして知られるクリス・ナグル。同アルバムは、インディーズチャート、全英チャートとも第1位を獲得し、インディーズバンドとしては破格の成功を収めた。
ファーストアルバムのリリースに合わせ全英ツアーを行った後、翌年1991年2月から3月にかけて、15カ所16公演の全米ツアーを行った。米国では当時、カレッジチャート「CMJ」で『サム・フレンドリー』が13週間連続で第1位になるなど、バンドへの注目度が高かったため、1公演を除きすべてがソールドアウトとなる盛況ぶりだった（ただし、全米ビルボードチャートでのランクインは73位止まり）。このツアーのライブは、後にファンクラブ限定でリリースされた『Isolation 21.2.91』（シカゴ公演を収録）で聴ける。また、全米ツアーの最中に英国で4thシングル「オーヴァー・ライジング」（全英15位）をリリース。ファーストアルバムとは違い、ギターを全面に打ち出した曲で、それまでの作品よりもロック色が強くなった作品と言える。B面に「ハプン・トゥ・ダイ」という曲があり、こちらの方がポップな曲調でA面向けの曲だったが、当時湾岸戦争が勃発し、曲のタイトル、サビの部分（Happen to Die = 偶然に死ぬ）がラジオ・テレビで放送するのに不向きであると判断されたため、急遽「オーヴァー・ライジング」がA面になったという逸話がある。そして、同年4月には初の来日公演を行った。クラブチッタ川崎で2日間行われた東京公演では、会場内を仕切る鉄柵が破損するほどの超満員を記録した。
1991年の夏頃、ギター担当のオリジナルメンバー、ジョン・ベイカーが脱退。当初の脱退理由は、「バンドに貢献できるものがほとんどなくなった」というベイカーによる自主的な脱退と伝えられていたが、後にベイカーの技量に疑問を持ったロブ・コリンズ、ブラントなどの判断による解雇であったことが判明している。
ベイカーの脱退後、現在のギタリストであるマーク・コリンズがオーディションにより加入。マークは加入前にThe WaltonesやCandlestick Parkといったバンドなどで既にレコードデビューしていた。また、マークはインスパイラル・カーペッツのツアー車の運転手をしていたこともあった。マークを迎え入れたバンドはセカンドアルバムのレコーディングを進め、1991年11月4日に5thシングル「ミー・イン・タイム」をリリースする。当時はマッドチェスタームーブメントが下火になり始めていたこともあってか、全英チャートでは最高位28位と振るわなかった。曲調・サウンドは、トレードマークのオルガンを使わず、曲全体がざらついたギターサウンドで覆われていて、当時プレスでよく話題にされていたシューゲイザー系バンドの影響が見られる。また、同シングルのリリース前に、ブラントが鬱病に陥るという事件が起こる。鬱病になった経緯の詳細ははっきりとは明かされていないが、私生活での問題に加え、音楽業界に対する不信感やベイカーを脱退させたことに罪悪感を抱いていたことなどが原因だと言われている。ちなみに、この時期に鬱病になったことと関係があるのかどうかは定かではないが、ブラントは「ミー・イン・タイム」をひどく嫌っていた。

### セカンドアルバム〜メンバーの投獄（1992年 - 1993年）
1992年2月24日、セカンドアルバムからの先行シングル「ウィアドー」（全英19位）をリリース。サウンド全面に打ち出された叩きつけるようなハモンドオルガンのリフ、打ち込みのリズムトラック、バージェスの無機質なボーカルが特徴的なこの曲は、現在でもライブで度々演奏される。3月23日にはセカンドアルバム『ビトウィーン・10th・アンド・11th』をリリースするが、この頃には世間ではマッドチェスタームーブメントが完全に下火となっていて、全英チャート最高位21位という結果に終わる。セカンドアルバムはU2のアルバムなどを手がけたフラッドによりプロデュースされた。7月6日にセカンドアルバムからのシングルカット曲「トレメロ・ソング」（全英44位）をリリースし、8月28日に英レディング・フェスティバルの初日に準トリで出演した後、9月に2度目の来日ツアーを行った。
この後、バンド活動の一時中断が余儀なくされる事件が起こる。1992年12月3日、キーボードのロブ・コリンズが酒屋で強盗を試みた友人の逃走に協力したとして、その友人とともに強盗未遂で逮捕された。ロブは強盗の行為そのものには関与していなかったが、結果的に逃走車となった自分の車を運転していたことが罪に問われ、懲役8カ月の実刑判決を言い渡された。1993年春に英バンド、ライドとダブルヘッダーで行ったデイトリッパーツアー、そしてサードアルバムの制作は、この事件と平行して行われた。その際、ロブが担当するキーボード、バックボーカルのレコーディングは、刑務所入りするまでに録り終えなければならないなどの状況を強いられた。入所後、刑務所では朝礼の際にオルガンを弾くなど、行いが良かったため4カ月で仮出所した。

### サードアルバム〜2度目の全英チャート第1位獲得（1994年 - 1995年）
サードアルバムのレコーディングを終えたバンドは、1994年1月24日に8thシングル「キャント・ゲット・アウト・オブ・ベッド」をリリース（全英24位）。3月7日には、9thシングル「イージー・ライフ（原題：I Never Want an Easy Life If Me and He Were Ever to Get There）」（全英32位）を1週間の期間限定でリリースし、3月21日にサードアルバム『アップ・トゥ・アワ・ヒップス』を発表。全英チャートで8位にランクインし、アルバムチャートで再びトップテンに返り咲いた。アルバムのプロデューサーは、ゴング、システム7のスティーヴ・ヒレッジ。ベース音が幅を利かせた、全体的にヘヴィな音に仕上がっている。また前述の通り、ロブのレコーディングに制限があったため、数曲を除きオルガンその他のキーボード音は控えめである。このアルバムについて特筆すべきことは、雰囲気・サウンドを重視するそれまでの曲作りから「キャント・ゲット・アウト・オブ・ベッド」のような「歌」そのものを意識した曲作りに傾倒していった点だ。これは、その後のバンドの音楽的方向性を決める大きなターニングポイントとなる。そして同年6月20日に、B面の収録曲が異なる2バージョンの「ジーザス・ヘアドゥ」（全英46位）をリリースし、12月28日には収録曲全曲が新曲の「クラッシン・イン」（全英31位）を発表した。
1995年前半は4thアルバムのレコーディングに専念。当初はサードアルバムと同じスティーヴ・ヒレッジのプロデュースでレコーディングが進められていた。しかしヒレッジは、シャーラタンズのアルバムだけでなく、他のアーティストのレコーディングプロジェクトにも関与していて、シャーラタンズのレコーディングへの参加を一時中断しなければならない状況があった。メンバーはそのことを不満に思い、また4thアルバムの最終ミックスバージョン（8バージョンあった）をどれも気に入らなかったため、アルバム完成前にヒレッジを解雇した。その後、メンバー自身とエンジニアのデイヴ・チャールズの共同プロデュースで4thアルバムのレコーディングを続ける。同年5月8日、両A面シングル「ジャスト・ルッキン / ブレット・カムズ」（全英32位）をリリースし、グラストンベリー・フェスティバル、フェニックス・フェスティバルなどへのライブ出演を経て、8月7日に13thシングル「ジャスト・ホウェン・ユーアー・シンキン・シングス・オーヴァー」（全英12位）をリリース。追って8月28日にリリースされた4thアルバム『ザ・シャーラタンズ』は全英チャートで堂々の第1位を獲得した。メンバー本人たちは、このアルバムにかなりの自信を持っていたようで、このことはアルバム名がセルフタイトルであることからもよく分かる。その後、秋の全米、全英ツアーを経て、11月下旬から12月上旬に3度目の来日公演を行った。

### メンバーの死〜メジャーレーベルへ（1996年 - 1998年）
1996年夏、バンド史上最も不幸な事件が訪れる。5thアルバムのミックスダウン中だった7月22日、ロブが自分のBMW車を運転中に事故を起こした。すぐに救急車で病院へ運ばれたものの、運ばれる前に既に心肺停止状態であったという。事故の原因は飲酒運転であり、しかもシートベルトを着用していなかったことが致命的となった。バンドは、既に出演が決まっていたオアシスのネブワースでの野外ライブ（8月11日）、V96フェスティバル（8月16日）への出演をキャンセルすることを考えたが、プライマル・スクリームのキーボード、マーティン・ダフィーの協力を得て出演を決行。8月26日発売の14thシングル「ワン・トゥ・アナザー」（全英3位）は、ロブが100%参加した最後のシングル作品となった。また同シングルのプロモーションビデオは事故前に撮られていて、これが映像としてのロブの最後の姿である。
ダフィーをレコーディングにも迎え入れたバンドは、1997年初頭にニューアルバムを完成させる。またその頃、メジャーレーベルのMCA/ユニバーサルとレコード契約を結んだ。この契約以降、新作は英国以外ではユニバーサルからリリースされることになる（英国内でのユニバーサルからの新作リリースは、6thアルバム『アス・アンド・アス・オンリー』の先行シングル「フォーエヴァー」から）。そして1997年3月24日に、15thシングル「ノース・カントリー・ボーイ」（全英4位）をリリース。4月21日には5thアルバム『テリング・ストーリーズ』を発表し、全英チャートで2週連続第1位を記録した。同アルバムは前作同様、デイブ・チャールズとバンドのセルフプロデュースによるもの。このアルバムではインスト曲が2曲あるものの、全編を通してバージェスのボーカルとしての存在感が増し、歌詞もあいまいなものからメッセージ性の強いものへと大きく変化している。またこのアルバムから、バージェスのハーモニカが本格的に取り入れられている。そしてアルバム発表直後の全英ツアーから、現在のキーボード、トニー・ロジャースが正式メンバーとしてバンドに加入した。6月9日に16thシングル「ハウ・ハイ」（全英6位）をリリースし、9月に4度目の来日公演を行う。10月20日には、17thシングル「テリング・ストーリーズ」（全英16位）をリリース。このシングルのB面収録曲より、ロジャースがレコーディング、曲作りに参加している。
1998年2月23日、『サム・フレンドリー』から『テリング・ストーリーズ』までのシングルを収録した初のベスト・アルバム『メルティング・ポット』（全英4位）をリリース。アルバムジャケットに写っているカフェは、バンドがベガーズ・バンケットと契約後、初めて会議を行った思い出の場所である。1998年は曲作りに専念したり、私生活に時間を費やしたりするなど、夏のフェスティバルに数回出演した以外は目立ったバンド活動はなかったが、9月に5度目の来日を果たし、東京と大阪でライブを行っている。東京公演は単独ライブではなく、Tokyoクールキャンプと題されたフェスティバル形式のライブにヘッドライナーとして出演した。

### 新体制後初のアルバム〜DVD作品のリリース（1999年 - 2002年）
バンドは1999年初頭、英国チェシャーにバンド所有のレコーディングスタジオ「Big Mushroom」を完成させた。6thアルバムのレコーディングは同スタジオで行われた。10月4日に18thシングル「フォーエヴァー」（全英12位）をリリース後、10月20日に6thアルバム『アス・アンド・アス・オンリー』（全英2位）を発表。同アルバムは初の単独セルフプロデュース作品であり、またロジャースが全面参加した初のアルバムでもある。アコースティック色が強く、全体的に成熟したバンドらしい落ち着いた雰囲気が漂い、またダークな印象を与えるサウンドになっている。トレードマークのハモンドオルガンは健在だが、ピアノやメロトロンなど他のキーボードサウンドの比重がこれまで以上に増している。そして、秋の全英ツアー後、12月に6度目の日本ツアーを慣行。日本ツアー中の12月6日には、英国で19thシングル「マイ・ビューティフル・フレンド」（全英31位）をリリースした。2000年は、春に『アス・アンド・アス・オンリー』の全米ツアーを行い、5月に英国で20thシングル「インポッシブル」（全英15位）をリリースした。その後は目立った活動はなく、主に曲作りに専念した模様。
2001年前半は、スタジオ「Big Mushroom」でニューアルバムのレコーディングを行った。ニューアルバム完成後、米国で小規模なツアーを行い、8月21日に英国で21stシングル「ラヴ・イズ・ザ・キー」（全英16位）をリリース。その後、9月10日に7thアルバム『ワンダーランド』（全英2位）を発表した。プロデューサーにブラック・グレープのアルバムなどを手掛けたダニー・セイバーを迎え入れたこのアルバムは、アコースティックな前作から一転し、打ち込みを多用したダンサブルでソウルフルな作品に仕上がっている。特筆すべき点は、バージェスのファルセットボーカルである。また、パーカッション、スティール・ギターで複数の外部ミュージシャンを起用し、2人の女性コーラスを参加させるなど新しい試みが見られる。同アルバム発売直後は、米国でツアーが予定されていたが、米中枢同時テロ発生のため全公演がキャンセルされた。11月19日には、22ndシングル「ア・マン・ニーズ・トゥ・ビー・トールド」（全英31位）をリリースし、その後全英ツアーを慣行。同ツアーの1公演として行われたマンチェスター・アリーナでのライブの音源は、後にオフィシャルライブアルバムとして発表されている。
2002年は『ワンダーランド』の全米ツアーで幕を開けた。同ツアー終了後は日本へ直行し、7度目の来日公演（2月）を行った。4月8日には『ワンダーランド』から3枚目のシングルカット曲「ユア・ソー・プリティ - ウィア・ソー・プリティ」がリリースされる予定だったが、発売数日前になって急遽発売自体が中止となり、幻のシングルとなった。リリースの準備が通常通り進められていたため、発売日、収録曲、リリースフォーマット（DVDシングルもあった）、ジャケットのアートワークなどは事前に発表されていた。しかも、発売が決定していたフォーマットであるCD・アナログ盤は、一般市場に流通できるくらいの数が既にプレスされていたようで、予定されていた発売日以降に一部が実際に海外の一般店頭に並べられてしまったらしい。発売中止の具体的な理由はいまだに明かされていないが、発売中止発表の際に、バンド側とレーベル側の相互の合意によるものであったことがバンドの公式サイトを通じて伝えられている。
シングルがキャンセルされた後の5月20日、バンドは初のDVDビデオ『ジャストルッキン1990 - 1997』を古巣のレコードレーベル、ベガーズ・バンケットよりリリースした。内容はベガーズ時代にリリースされた全シングルのプロモーションビデオと一部の未公開ライブ映像を収録したもの。またDVD発売日と同日に、同レーベル時代のシングルB面曲を集めたコンピレーション・アルバム『Songs from the Other Side』（全英55位）もリリースされた（日本盤未発売）。2002年のリリースはさらに続き、7月22日には、前年12月14日にマンチェスター・アリーナで行われたライブを収録した公式ライブ・アルバム『リヴ・イット・ライク・ユー・ラブ・イット』（全英41位）を発表。このアルバムタイトルは4thアルバム『ザ・シャーラタンズ』に収録されている「ブレット・カムズ」の歌詞の一節から取ったものである。ちなみに、収録曲の「ウィアドー」では、ライブにゲスト出演した元ザ・スミスのジョニー・マーによるギター演奏が聴ける。

### ソロ活動〜通算2枚目のベストアルバム（2003年 - 2006年）
2003年は、2本のフェスティバル出演、1本の単独ライブを除き、バンドの表立った活動はなかった。バンド活動が休止状態だった理由の1つに、バージェスのソロ活動が挙げられる。バージェスは、9月8日にソロデビューアルバム『アイ・ビリーヴ』（全英38位）を発表。同アルバムの前後には2枚のシングルをリリースし、アルバムの発売に合わせて英国ツアーも行った。
2004年5月10日、23rdシングル「アップ・アット・ザ・レイク」（全英23位）をリリースし、バンド活動を本格的に再開。5月17日に、8thアルバム『アップ・アット・ザ・レイク』（全英13位）を発表。同アルバムは、6thアルバム『アス・アンド・アス・オンリー』以降バンドのレコーディングにかかわっているジェイムズ・スペンサーとバンドの共同プロデュースによるもの。このアルバムでは、ロジャースが初めてメインボーカルを担当した曲「ラヴィング・ユー・イズ・イージー」が収録されている。バンドでバージェス以外がメインボーカルをとったのは、この曲が初めてである。7月26日に、シングルカット曲の「トライ・アゲイン・トゥデイ」（全英24位）をリリース。その数日後、8度目の来日を果たし、フジロック・フェスティバルに出演した。12月20日にはダウンロード販売のみのラジオシングル「ラヴィング・ユー・イズ・イージー」をリリースしている。
2005年は、初の全編ライブビデオ『ライブ・アット・ラスト』（DVD）を4月11日にリリース。このライブ映像は、2004年12月16日にロンドンのブリクストン・アカデミーで撮影された。DVDリリース後は、数本のライブを除き、2006年前半まで表立ったバンド活動はなかった。
2006年4月3日、ニューアルバムからの先行シングル「ブラッケンド・ブルー・アイズ」（全英28位）をリリース。このシングルよりレコードレーベルが変わり、バンドはユニバーサルからサンクチュアリ・レコードへと移籍した。4月17日、9thアルバム『シンパーティコ』（全英10位）を発表。同アルバムは、ステレオフォニックスの作品のプロデューサーとして知られるジム・ロウとバンドの共同プロデュースによるもの。アルバムのリリースに合わせて英国、米国でツアーを行い、7月3日にはシングルカット曲の「N.Y.C.（セアズ・ノー・ニード・トゥー・ストップ）」（全英53位）をリリース。8月に来日し、サマーソニック06に東京、大阪の両会場で出演した。また『シンパーティコ』の発表後、デビュー前から16年間続いたバンドのマネジメント（所属事務所）が変更になった。バンドのマネジメント権はスティーブ・ハリソンの「Steve Harrison Management」からアラン・マッギーとスティーブ・キングの「Creation Management」へと移籍された。
2006年のリリースはさらに続き、バンドは11月6日に通算2枚目のベストアルバム『Forever: The Singles』（全英38位）をリリース（日本盤未発売）。曲目はユニバーサルからリリースされたシングル曲が中心となっている。また収録曲は全曲リマスターされている。初回限定盤は2枚組となっていて、1枚目は通常盤、2枚目には1990年〜2001年のラジオ出演で演奏・録音されたセッション音源とアルバム『アップ・アット・ザ・レイク』用に録られた未発表デモが収録されている。ちなみに、初回限定盤のプレス数は希少だったようで、現在店頭で入手することは困難である。また同ベストアルバムに関連して、11月13日にシングル1枚とDVD1作もリリースされている。シングルはリミックスバージョンの「ユア・ソー・プリティ - ウィア・ソー・プリティ」（全英56位）で、同ベストアルバムに収録されている。同シングルは、収録曲4曲中1曲を除き、2002年に発売中止となった同名シングルの内容とは異なる。ベストアルバムと同名のDVDビデオは、ベストアルバムに収録されている全シングルのプロモーションビデオ（インディアンロープはライブ映像）とTVライブを含む未発表ライブ映像で構成されている。
バンドは2006年11月に、サンクチュアリ・レコードとの契約を終了させた。レーベル側から契約延長のオファーがあったが、バンドはこれを拒否した。その後、しばらくの間どこのレーベルにも属さずにバンド活動を続けることになる。

### 楽曲の無料ダウンロード（2007年 -）
2007年はフェスティバル出演や単発ライブを（主にヨーロッパで）精力的にこなした。再結成したザ・フーの英国公演（6月）に特別ゲストとしてライブ出演したほか、7月〜8月にはローリング・ストーンズのヨーロッパ公演にも出演。またこの頃より、ニューアルバムの曲作り、デモ録音を始め、これらのライブで新曲を数曲披露した。
バンドは2007年夏〜秋頃に、10作目となるニューアルバムのレコーディングを本格的に始めた。10月22日に29作目となるシングル「ユー・クロス・マイ・パス」をリリース。同シングルのリリースに先駆けて、9月上旬に米国ロサンゼルスでミュージック・ビデオの撮影が行われた。またバンドは、同シングルのリリースを告知する際、「ユー・クロス・マイ・パス」以降のシングルおよびニューアルバムを無料ダウンロードによりリリースすることを発表。全新曲がウェブサイトからの無料ダウンロードにより提供されることとなる。無料ダウンロードは、英ラジオ局xFMのウェブサイトを通じて行われた。11月には英3都市4公演の小ツアーを慣行した。
バンドは2008年2月上旬〜中旬に、ポルトガルを皮切りに7カ国12公演のヨーロッパツアーを行った。同ツアー直後の2月25日に、30作目となるニューシングル「Oh! Vanity」をリリース。そして3月3日に、ニューアルバム『ユー・クロス・マイ・パス』を発表。また、バンドはこの頃にブルートーンズやバズコックスらが所属するレーベル、クッキング・ヴァイナルと新たに契約を交わした。ニューアルバムのレコーディングはロサンゼルス、アイルランド、バンド所有のスタジオ「Big Mushroom」（英国チェシャー）で行われた。バンドとジェイムズ・スペンサーによる共同プロデュースで、ミックスはジーザス&メリーチェイン、マイ・ブラッディ・ヴァレンタイン、ライド、カーヴなどのプロデュースで知られているアラン・モウルダーが担当した。最新アルバムからのシングルカット曲として、5月5日に「ミスビガトゥン」をリリースし、同月12日に、無料ダウンロードで発表済みのニューアルバムをクッキング・ヴァイナルよりCD、アナログ盤でも発売した（全英39位）。CD盤には、通常版とデラックス版があり、2枚組デラックス版には最新アルバムからの楽曲のライブ音源、未発表曲、PVなどが収録されている。同月に全12公演の英国ツアーを慣行。7月14日にはシングルカット曲「ミステイクス」をリリース。また、夏に英国各地で開催された音楽フェスティバルに出演し、スコットランドのT in the Park（7月13日）、ベン&ジェリーズ・フェスティバル（7月26日）、Vフェスティバル2008（8月16日スタッフォード、8月17日チェルムスフォード）でライブを行った。
バンドは、9月から11月にかけて、ヨーロッパ、英国、ニュージーランド、オーストラリアでツアーを慣行。そして、シドニーでのライブ直後に10度目の来日を果たし、東名阪でライブを行った。
2010年5月17日、ファーストアルバム『サム・フレンドリー』のリマスター盤『Some Friendly Expanded Edition』をリリースした。これは、同アルバム発表20周年を記念して発売されたものである。2枚組の仕様で、CD2には同時期にリリースされたシングルのカップリング曲、セッション音源などが収録されている。従来のCD盤とは異なり、CD1には「ジ・オンリー・ワン・アイ・ノウ」が収録されていない。これは、90年リリース当初のアナログ盤の仕様に倣ったためである。また、同リマスター盤のリリースに合わせて、5月に英国3都市でツアーを行った。このツアーは、『サム・フレンドリー』の収録曲をすべて演奏するというもので、ほかにも初期のシングルのカップリング曲など、セカンドアルバム以降はライブで演奏していなかったレアな楽曲（「ユー・キャン・トーク・トゥ・ミー」「エヴリシング・チェンジド」「ウェイ・アップ・ゼア」 「ミー・イン・タイム」など）も演奏した。全3公演のライブ音源は、オフィシャルCDとして各公演限定1000枚でリリースされた。
バンドは7月19日にニューアルバムの先行シングル「ラヴ・イズ・エンディング」をリリースした。追って9月6日に11作目のオリジナルアルバムとなる『フー・ウィ・タッチ』を発表。プロデューサーはキリング・ジョークのユース（マーティン・グローヴァー）。9月20日にはアルバムカットのシングル「マイ・フーリッシュ・プライド」をリリースした。日米豪でのニューアルバムの発売と平行して、9月初旬に4年以上ぶりとなる北米ツアーをスタートさせたが、9月15日のフィラデルフィア公演中にブルックスがステージ上で卒倒する事件が起こる。呼吸が一時停止したと報道されたが、客としてライブ会場に居合わせた医師のインタビューによると、呼吸は止まっていなかったとのこと。現地の病院に運ばれ、命に別状はないと診断されたものの、バンドは北米ツアーの残りの日程をやむなくキャンセルした。その1週間後の9月22日、ブルックスが脳腫瘍を発症していることが報道された。そのためブルックスが手術を受け、しばらくの間療養したため、バンドは9月下旬以降に予定されていた英国、ヨーロッパ、オーストラリアなどでのツアーにおいて一時的に代替のドラマーを起用した。臨時のドラマーは、ザ・ヴァーヴのピーター・サリスベリーが務めた。ブルックスは10月23日に、UKツアー最終日のバーミンガム公演（O2アカデミー）でのアンコールに出演し、1曲のみ演奏した。12月31日には英国エディンバラのホグマネイで行われたライブでセットリスト全曲を演奏し、ライブ活動に復帰した。
2012年5月28日に5thアルバム『テリング・ストーリーズ』発売15周年を記念する2枚組エクスパンデッド・エディションをリリースした。ディスク2には、同アルバムからの全シングル4枚に収録のB面曲や別テイク、ライヴ音源が収録されている。また、同エクスパンデッド・エディションのリリースに合わせて、6月に英国4都市でツアーを行った。このツアーでは、『テリング・ストーリーズ』本編の全楽曲とB面曲数曲を中心としたセットリストが組まれた。翌年2013年5月6日には、同アルバム制作のドキュメントDVD『Mountain Picnic Blues: The Making Of Tellin' Stories』をリリースした。
2013年8月13日、ブルックスが脳腫瘍のため入院先の病院で死去した。44歳没。残されたバンドは10月18日に、複数の著名ミュージシャンを招いてブルックスを追悼するチャリティーコンサートを主催し、ロンドンのロイヤル・アルバート・ホールで開催した。このコンサートではシャーラタンズによるセットリストのほか、ニュー・オーダー、マムフォード・アンド・サンズ、ザ・ヴァクシーンズ、マニック・ストリート・プリーチャーズ、ビーディ・アイのメンバーらが、カバー曲や各自のオリジナル楽曲を演奏した。同コンサートの収益金は脳腫瘍の英チャリティー団体「The Brain Tumour Charity」に寄付された。また同団体はこれをきっかけに「ザ・ジョン・ブルックス・ファンド（基金）」を設立し、バンドは現在、同団体の後援者となっている。また、これ以降、前述のドラマー、ピーター・サリスベリーがバンドのサポートメンバーとして、ライブツアー、レコーディングに参加している。
2015年1月26日、約4年ぶりの12枚目のアルバム『モダン・ネイチャー』をリリースし、全英7位を記録。
2017年5月26日、2年以上ぶりの13枚目のアルバム『ディファレント・デイズ』をリリースし、全英4位を記録。

## バージェスのシャーラタンズ以外の活動
- 1993年 - セイント・エティエンヌのシングル「I Was Born on Christmas Day」（12月リリース）にゲストボーカルとして参加。同シングルのプロモーションビデオにも出演。リリースに合わせて行われたセイント・エティエンヌのライブにも、数回飛び入り参加した。
- 1995年 - ザ・ケミカル・ブラザーズのアルバム『さらばダスト惑星』収録の「ライフ・イズ・スウィート」にゲストボーカルとして参加。2004年にシャーラタンズ、ケミカル・ブラザーズともに出演したフジ・ロック・フェスティバルで、バージェスがケミカル・ブラザーズのステージに飛び入り参加し、同曲をライブで披露した。
- 2003年 - ソロ活動をスタート。8月25日にファーストシングル「I Believe in the Spirit」（全英44位）をリリース。9月8日にソロデビューアルバム「I Believe」（全英38位）を発表。11月3日にセカンドソロシングル「Only a Boy」（全英54位）をリリース。アルバムの発表に合わせて英国ツアーも行った。
- 2004年 - カール・バラーが結成したスーパーグループのチャヴズに、ボーカルとして参加。2009年現在も不定期に活動中。
- 2005年 - ケミカル・ブラザーズのアルバム『プッシュ・ザ・ボタン』収録の「ザ・ボクサー」にゲストボーカルとして参加。
- 2008年 - 映画『ウォーク・ザ・ライン/君につづく道』でジョニー・キャッシュ役を演じた俳優のホアキン・フェニックスとスペースホッグのアントニー・ラングドンが結成したプロジェクトのレコーディングでバックボーカルを担当した。

## シャーラタンズ・トリビア
- シングル「ジ・オンリー・ワン・アイ・ノウ」のB面に収録されているインスト曲「Imperial 109」の曲名は、第二次世界大戦中の日本軍戦闘機「キ109」からとられている。
- ファーストアルバムからの先行シングル（サードシングル）のA面は当初、大多数のバンドメンバーの意見により「ポーラー・ベア」でほぼ決まっていた。実際に、同曲でテスト盤がプレスされた。しかし、ブラント1人が猛反対したため、同曲は却下され、結局「ゼン」がサードシングルとなった。バージェスの後談によると、ブラントは「ポーラー・ベアー」がシングルになるならバンドを辞めると言った。
- シャーラタンズは、1980年代末期〜1990年代初頭に英ミュージックシーンを賑わしたマッドチェスタームーブメントのバンド群では、全英チャートで第1位を獲得した唯一のバンドである。
- アルバム『サム・フレンドリー』が米国でリリースされた当時、 英国で発売された同アルバムからの一連のシングルとは別に、米国のみで「スプロストン・グリーン」がシングルとしてリリースされた。これは、同アルバムのプロモーション用にラジオ向けシングルとしてリリースされたため市販はされていないが、プロモーションビデオは制作されている。同曲は、プロモシングル用に別バージョンが用意された。プロモシングルのメイントラックである「Sproston Green - Remix edit」は、後にセカンドアルバムをプロデュースしたフラッドによりリミックスされたものである。また、このリミックスバージョンは後に、シングル「ウィアドー」のB面に「US version」としてフルカットで収録された。ベストアルバム『メルティング・ポット』に収録されている「スプロストン・グリーン」は「US version」となっているが、厳密にはフルカットのものではなく短く編集されている（ただし、フラッドがリミックスしたバージョンであることに変わりはない）。同プロモビデオは、DVD『ジャストルッキン1990〜1997』で聴視することができる。
- また同様に、アルバム『ビトウィーン・10th・アンド・11th』が米国でリリースされた時も、 米国のみで「何も見たくない（原題：I Don’t Want to See the Sights）」がシングルとしてリリースされた。これも市販はされていないが、プロモーションビデオは制作されている。このプロモシングルには「This U.S. Mix」と「That U.S. Mix」というバージョンがあり、アルバムで聴けるバージョンとは異なる。ちなみに、このプロモビデオでは「This U.S. Mix」が使われている。また「何も見たくない」と「ウィアドー」の米国バージョンのビデオ（英国バージョンと二つある）は、ニルヴァーナの「スメルズ・ライク・ティーン・スピリット」のプロモビデオを手掛けたサミュエル・ベイヤーが監督した。ブラントの弁によると「ウィアドー」の米国バージョンのビデオは、 英国バージョンのものよりも3倍の制作費がかかったらしく、それにもかかわらず本人は英国バージョンの方を気に入っていた。これらのビデオは、DVD『ジャストルッキン1990〜1997』で聴視することができる。
- セカンドアルバム『ビトウィーン・10th・アンド・11th』は、前作が全英チャートで初登場第1位を記録したにもかかわらず、同チャート最高位21位という不遇な結果に終わった。しかし、ミッドウイーク（週の中間集計）チャートでは4位にランクインしていた。
- シングル「オーヴァー・ライジング」にはインストバージョンがあり、公式にリリースされている。このインストバージョンは、1992年に英国でリリースされたコンピレーションアルバム『Volume』の第3弾『Volume Three』に収録されている。バージェスの後談によると「オーヴァー・ライジング」自体は、ミックスダウン終了時点で14バージョンあったらしい。また、それらは区別がほとんどつかないものであったとのこと。インストバージョンはその14バージョンのうちの1つと思われる。
- 1993年に『Hot Licks』というブートレグのライブCDが発売された。内容は、セカンドアルバムのリリースに合わせて行われたツアーの1公演を収録したもの。日本ツアーのライブであると書かれることもあるが、実際は1992年4月の英国ツアーのライブ音源である。その理由は、日本ツアーにおいて、後年に「キャント・ゲット・アウト・オブ・ベッド」のB面に収録された「Out」と「You're Not Very Well」がメドレーで演奏されたが、同ライブCDでは「Out」が演奏・収録されていないためである。バンド非公式の海賊盤とされているが、実際はバンド側が所属のレコードレーベルを通さずに、海賊盤のように見せかけて自主的にリリースしたもののようである。リリース当初は、日本にある英系大型輸入盤店でも普通に売られていた。ライン録音のため音質はクリアーだが、ベース音などの低音が弱く、ライブサウンドの醍醐味には欠ける。
- 1995年に発表されたコンピレーションアルバム『Help』に「Time for Livin'」という曲で参加している。『Help』はボスニア紛争に巻き込まれた子供たちに捧げられたチャリティーアルバム。同曲は米ファンクバンド、スライ&ザ・ファミリー・ストーンのカバー曲。ミックスはケミカル・ブラザーズが担当した。シャーラタンズ名義の作品だが、実際はシャーラタンズからはバージェス、マーク・コリンズしか制作に関与していない。
- アルバム『テリング・ストーリーズ』に収録の「ノース・カントリー・ボーイ」が、1997年公開の英映画『トゥエンティーフォー・セブン』（監督・脚本：シェーン・メドウズ、主演：ボブ・ホスキンス）の劇中曲として使用されている。『トゥエンティーフォー・セブン』は、英国ノッティンガムを舞台に、ボクシングジムを立ち上げた中年男とボクシングに目覚める落ちこぼれ少年たちとの間で繰り広げられるドラマを描いたドキュメントタッチの映画。
- 1999年発表のアルバム『アス・アンド・アス・オンリー』の裏スリーブに手書きで記されている曲目の「フォーエヴァー」の部分に、カタカナで「ミッシェル」と書かれているが、これは当時入籍したばかりだったバージェスの妻の名前である。ちなみにミッシェルはアメリカ人であり、これはバージェスが米国に移住した理由の1つでもある。現在は離婚し、バージェスは英国に在住している。
- 2003年に発表されたコンピレーションアルバム『Hope』に「We Got to Have Peace」という曲で参加している。『Hope』はイラク戦争に巻き込まれた子供たちに捧げられたチャリティーアルバム。同曲は米ソウルシンガー、カーティス・メイフィールドのカバー曲。
- 2007年に英DJ・プロデューサーのマーク・ロンソンにより「ジ・オンリー・ワン・アイ・ノウ」がカバーされた。このカバー曲はマーク・ロンソン名義の全曲カバーアルバム『Version』に収録されている。同曲のボーカルはゲスト参加の英ポップシンガー、ロビー・ウィリアムズ（元テイク・ザット）。2007年6月にグラストンベリー・フェスティバルで行われたロンソンのライブには、ウィリアムズではなく、バージェス本人が飛び入り出演し、ボーカルをとった。
- アルバム『シンパーティコ』に収録の「ブラッケンド・ブルー・アイズ」が、2008年公開のSF映画『ジャンパー』（監督：ダグ・リーマン、主演：ヘイデン・クリステンセン）のエンディング曲として使用されている。
- アルバム『モダン・ネイチャー』に収録の「レット・ザ・グッド・タイムス・ビー・ネバ―・エンディング」はシングルとして発売されなかったものの、PVが制作された。撮影地は大阪で、2015年の来日公演の場面や大坂城、道頓堀、商店街を歩くメンバーの映像などが使われている。同PVはバンドのユーチューブ公式チャンネルで公開されている。

## バンド・メンバー

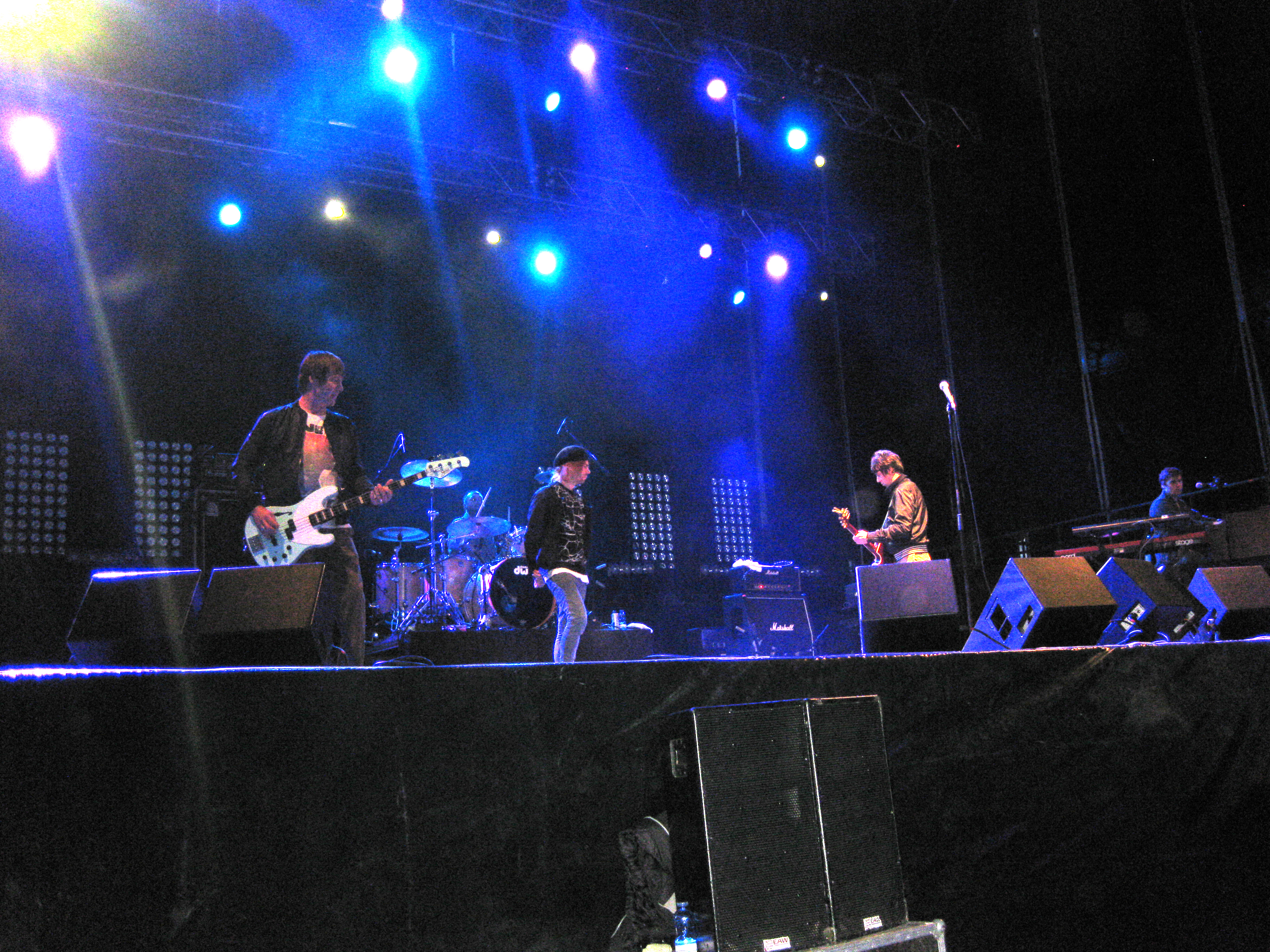
2011年撮影

（1990年のレコードデビュー前のみに在籍していたメンバーは除く）

### 現メンバー
マーティン・ブラント（Martin Blunt, 1964年5月21日 - ）
ベース担当。結成メンバーで、リーダー的存在。シャーラタンズ結成前に、メイキン・タイム（Makin’ Time）（1984年 - 1986年）、The Gift Horses（1987年）というバンドでそれぞれレコードデビュー歴がある。
ティム・バージェス（Tim Burgess, 1967年5月30日 - ）
ボーカル、ハーモニカ担当。初代ボーカル脱退後の89年に加入。加入前に、The Electric Crayons（1988年 - 1989年）というバンドでレコードデビュー歴がある。90年代後半に結婚を理由に米国ロサンゼルスに移住していたが、現在は英国在住。
マーク・コリンズ（Mark Collins, 1965年8月14日 - ）
ギター担当。1991年に加入。加入前に、The Waltones（1986年 - 1990年）、Candlestick Park（1990 - 1991年）というバンドでそれぞれレコードデビュー歴がある。
トニー・ロジャース（Tony Rogers, 1964年1月31日 - ）
キーボード（ハモンドオルガン、ピアノ、メロトロン）、バックボーカル担当。1997年に加入。

### 過去のメンバー
ジョン・ブルックス（Jon Brooks, 1968年9月21日 - 2013年8月13日）
ドラム担当。結成メンバー。シャーラタンズ結成前に、The Gift Horses（1987年）というバンドでレコードデビュー歴がある。2013年、脳腫瘍のため他界。
ロブ・コリンズ（Rob Collins, 1963年2月23日 - 1996年7月22日）
キーボード（ハモンドオルガン、ピアノ、メロトロン）、バックボーカル担当。結成メンバー。1996年に交通事故により他界。
ジョン・ベイカー（John Baker）
ギター担当。ギターを兼任していた初代ボーカル脱退後の89年に加入。レコードデビュー時のオリジナルメンバー。1991年に解雇・脱退。

## ディスコグラフィ

### スタジオ・アルバム
- 『サム・フレンドリー』 - Some Friendly (1990年)
- 『ビトウィーン・10th・アンド・11th』 - Between 10th and 11th (1992年)
- 『アップ・トゥ・アワ・ヒップス』 - Up to Our Hips (1994年)
- 『ザ・シャーラタンズ』 - The Charlatans (1995年)
- 『テリング・ストーリーズ』 - Tellin' Stories (1997年)
- 『アス・アンド・アス・オンリー』 - Us and Us Only (1999年)
- 『ワンダーランド』 - Wonderland (2001年)
- 『アップ・アット・ザ・レイク』 - Up at the Lake (2004年)
- 『シンパーティコ』 - Simpatico (2006年)
- 『ユー・クロス・マイ・パス』 - You Cross My Path (2008年)
- 『フー・ウィ・タッチ』 - Who We Touch (2010年)
- 『モダン・ネイチャー』 - Modern Nature (2015年)
- Different Days (2017年)

## 来日公演
1991年
- 4月4日 川崎CLUB CITTA'
- 4月5日 川崎CLUB CITTA'
- 4月7日 大阪IMPホール

1992年
- 9月18日 川崎CLUB CITTA'
- 9月19日 川崎CLUB CITTA'
- 9月21日 東京・中野サンプラザ
- 9月22日 大阪サンケイホール
- 9月23日 名古屋ダイアモンドホール

1995年（前座 - ザ・ブルートーンズ）

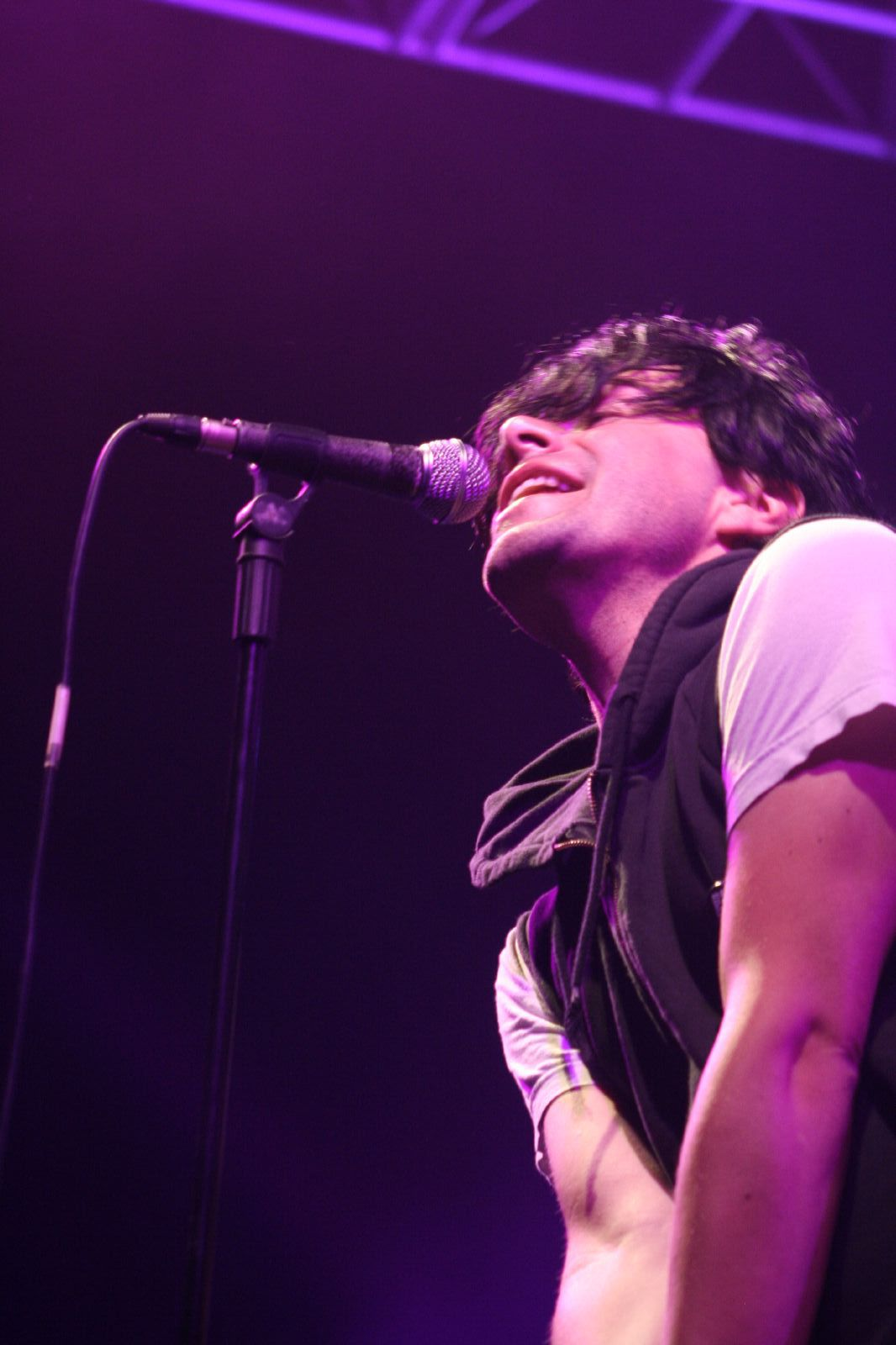
ティム・バージェス（2007年）

- 11月28日 東京・新宿LIQUIDROOM
- 11月29日 東京・新宿LIQUIDROOM
- 11月30日 大阪ベイサイドジェニー
- 12月1日 名古屋CLUB QUATTRO
- 12月2日 東京・新宿LIQUIDROOM（オールナイトライブ）

1997年
- 9月2日 東京・赤坂BLITZ
- 9月3日 東京・赤坂BLITZ
- 9月4日 名古屋ダイアモンドホール
- 9月6日 福岡スカラエスパシオ
- 9月7日 大阪・梅田ヒートビート

1998年
- 9月3日 大阪IMPホール
- 9月4日 大阪IMPホール
- 9月6日 東京・有明プリズムスクエア - レインボーステージ（野外フェスティバル「MTV Tokyo Cool Camp」のヘッドライナーとして出演）

1999年（前座 - WINO）
- 12月1日 東京Zepp Tokyo
- 12月2日 東京Zepp Tokyo
- 12月3日 川崎CLUB CITTA'
- 12月5日 福岡Zepp Fukuoka
- 12月6日 名古屋ダイアモンドホール
- 12月8日 大阪Zepp Osaka
- 12月9日 大阪ベイサイドジェニー

2002年
- 2月4日 大阪IMPホール
- 2月5日 名古屋CLUB QUATTRO
- 2月7日 東京SHIBUYA-AX
- 2月8日 東京SHIBUYA-AX

2004年
- 7月31日 フジ・ロック・フェスティバル（新潟・苗場スキー場 – レッドマーキー・ステージ）

2006年
- 8月12日 サマーソニック06（千葉・幕張メッセ – マウンテンステージ）
- 8月13日 サマーソニック06（インテックス大阪 – マウンテンステージ）

2008年
- 11月16日 東京・新木場STUDIO COAST（BRITISH ANTHEMSのヘッドライナーとして出演）
- 11月17日 名古屋CLUB QUATTRO
- 11月19日 大阪CLUB QUATTRO

2010年
- 11月25日 東京・恵比寿LIQUIDROOM

2012年
- 4月28日 ハシエンダ大磯フェスティバル（神奈川・大磯ロングビーチ – 屋内特設会場）
- 4月29日 ハシエンダ大磯フェスティバル（神奈川・大磯ロングビーチ – 屋内特設会場）

2015年
- 3月19日 東京・渋谷TSUTAYA O-EAST
- 3月25日 大阪・梅田CLUB QUATTRO

2016年
- 3月7日 大阪umeda AKASO
- 3月8日 東京・渋谷TSUTAYA O-EAST

2018年
- 8月18日 サマーソニック2018（千葉・幕張メッセ – ソニックステージ）
- 8月19日 サマーソニック2018（舞洲SONIC PARK – ソニックステージ）

2022年
A Head Full of Ideas 32nd Anniversary Best of Tour
- 10月2日 大阪umeda TRAD
- 10月3日 東京LIQUIDROOM